# Saint-Aulaye
Saint-Aulaye est une ancienne commune du Sud-Ouest de la France, située dans le département de la Dordogne en région Nouvelle-Aquitaine, devenue le 1er janvier 2016 une commune déléguée au sein de la commune nouvelle de Saint Aulaye-Puymangou.
Station verte aux portes du Périgord et l'unique bastide du Périgord vert, la commune était le chef-lieu du canton de Saint-Aulaye de 1790 à 2015.

## Géographie

### Généralités

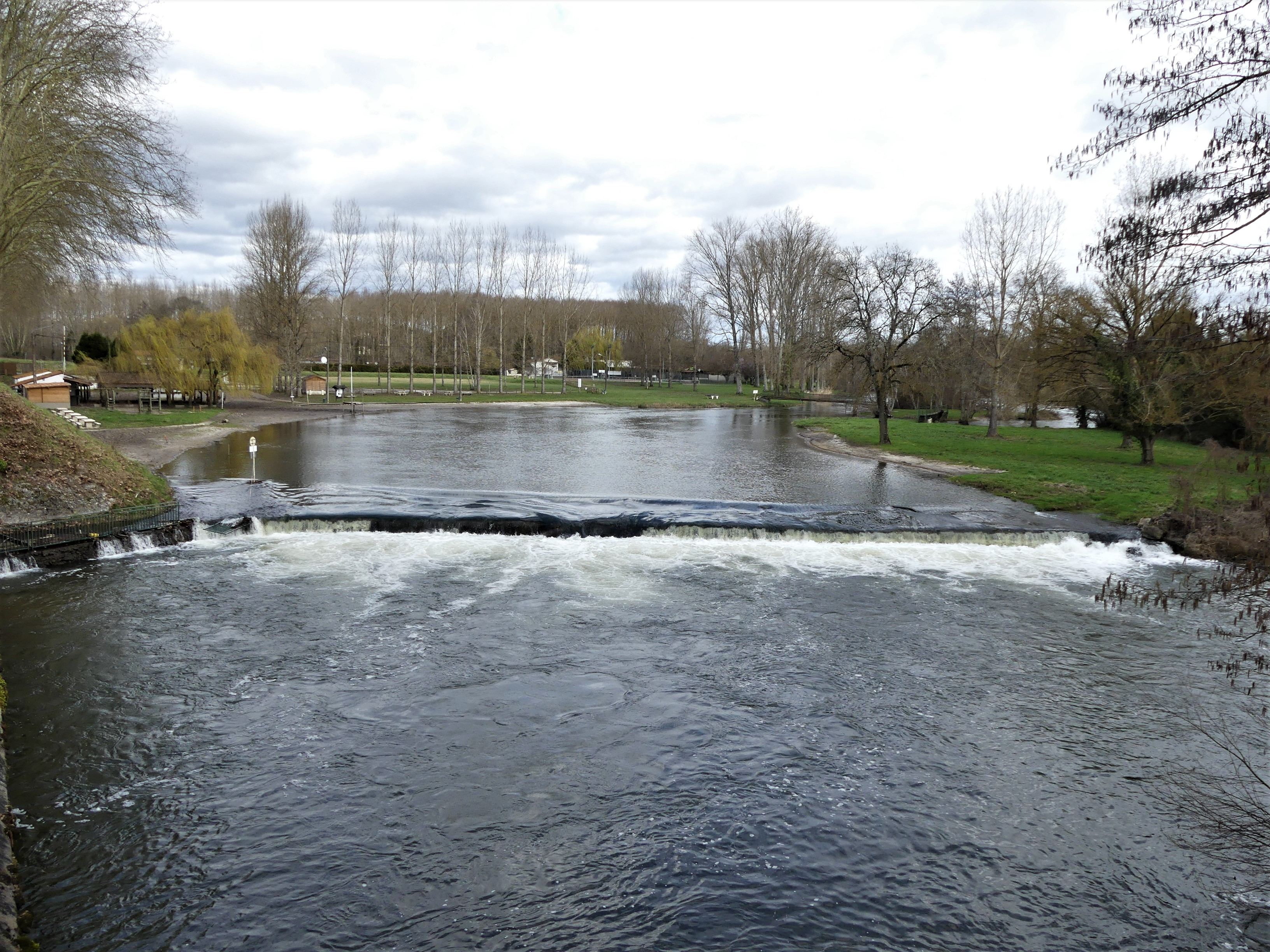
La Dronne au pont de la route départementale 38.

Dans le quart nord-ouest du département de la Dordogne, la commune déléguée de Saint-Aulaye — incluse depuis 2016 dans la commune nouvelle de Saint Aulaye-Puymangou — s'étend sur 34,71 km2. En limite nord de la forêt de la Double, elle est bordée au nord par la Dronne, et arrosée par plusieurs de ses affluents dont deux bordent le territoire communal : la Rizonne au nord-est et  le Ribouloir à l'ouest.
L'altitude minimale, 32 mètres, se trouve localisée à l'extrême nord-ouest, là où la Dronne quitte la commune et sert de limite entre celles des Essards et de Parcoul-Chenaud. L'altitude maximale avec 132 mètres est située à l'extrême-sud, près du lieu-dit le Signal.
À l'intersection des routes départementales (RD) 5, 38 et 44, la bastide de Saint-Aulaye est située, en distances orthodromiques, seize kilomètres à l'ouest-sud-ouest de Ribérac et vingt-deux kilomètres au nord de Montpon-Ménestérol.
La commune est également desservie par la RD 105.

### Communes limitrophes

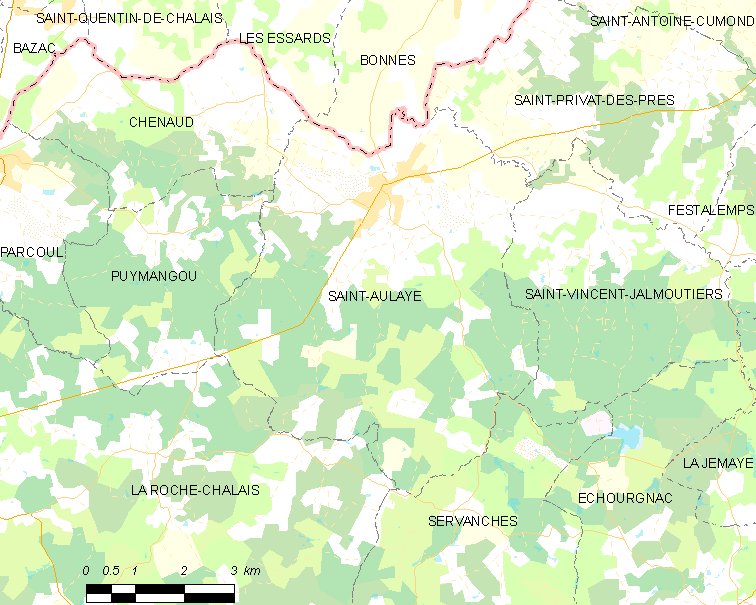
Carte de Saint-Aulaye et des communes avoisinantes en 2015, avant la création de la commune nouvelle de Saint Aulaye-Puymangou.

En 2015, année précédant la création de la commune nouvelle de Saint Aulaye-Puymangou, Saint-Aulaye était limitrophe de huit autres communes, dont deux dans le département de la Charente. Au nord-ouest, la commune charentaise des Essards n'était limitrophe que sur une centaine de mètres.
| Les Essards (Charente), Chenaud | Bonnes (Charente) | Saint-Privat-des-Prés     |
| Puymangou                       | Saint-Aulaye      | Saint-Vincent-Jalmoutiers |
| La Roche-Chalais                |                   | Servanches                |

## Urbanisme

### Villages, hameaux et lieux-dits
Outre le bourg de Saint-Aulaye proprement dit, le territoire se compose de villages ou hameaux, ainsi que de lieux-dits :
- l'Auvergnat
- la Balganie
- chez Bardot
- chez Barre
- la Barreyrie
- Bois du Brégou
- Bois de Cassarat
- Bois des Chapelles
- Bois de la Côte
- Bois de la Fareyrie
- Bois de la Fortie
- Bois du Fournet
- Bois de Jamette
- Bois de la Latière
- Bois de la Marmisse
- Bois de Salamou
- Bois des Trois Nauves
- le Bournat
- au Bretal
- la Buissonne
- Cabouchère
- le Carbonat
- Carrière de Motte Coiron
- Cassarat
- Chadirat
- les Chambranles et les Moulinauds
- Chante Grenouille
- Chante-Rane
- la Charrette Rompue
- chez Cheville
- le Claud de Motte Rouge
- les Clos du Château
- Clos de l'Étang
- le Cluzeau
- la Côte
- les Coulaudes
- Croix Saint-Pierre
- Durefort
- le Faurat
- Font Joine
- la Font Salade
- les Fontenelles et les Eygadous
- la Fortie
- le Fournet
- chez Gabaud
- la Ganetie
- la Gilardie
- le Grand Brégou
- le Grand Maine
- Grands Bois de la Gilardie
- les Granges
- le Grassouillet
- la Gravière
- la Guillaumie
- les Henris
- l'Homme Mort
- Jamette
- le Jeu des Quilles
- Lacaud
- la Latière
- la Livardie
- le Magnassou
- la Maison Carrée
- chez Malleret
- chez Marjoux
- la Marmisse
- les Marthomas
- le Mas
- chez Mondot
- Motte Rouge
- le Moulin de Saint-Aulaye
- Pachot
- le Petit Brégou
- Petites Eaux
- les Petits Acauds
- le Pey du Rey
- Pièce de la Latière
- Plaisance
- chez Pochou
- le Pont Rouge
- Prairie de la Ganetie
- Prairie des Granges
- les Prés de la Rizonne
- la Roche de Chadirat
- Salamou
- le Signal
- chez Spaud
- le Toupinier
- les Trois Nauves
- la Tuilerie du Faurat
- la Vallade.

## Toponymie

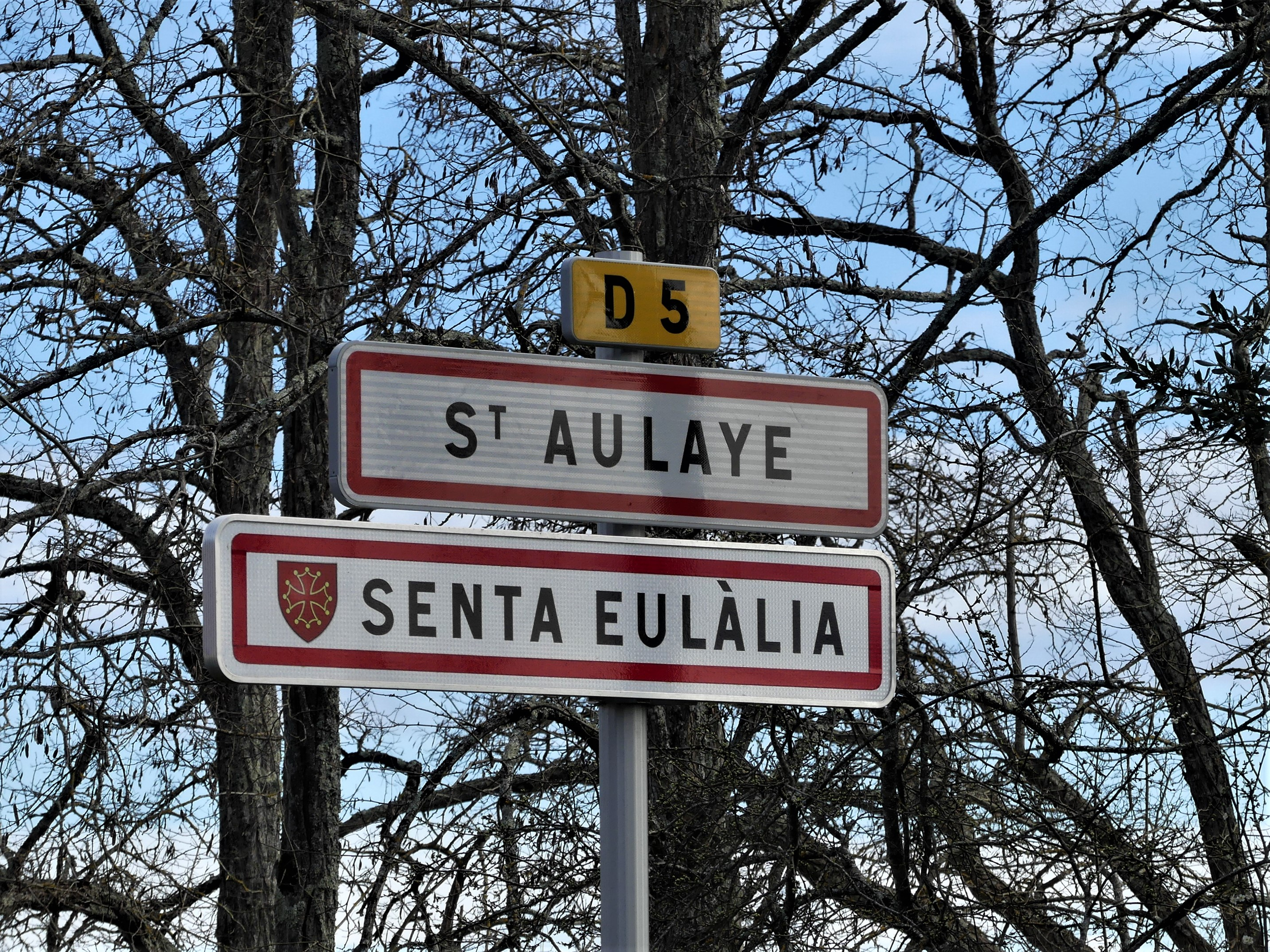
Panneau d'entrée à Saint-Aulaye en français et occitan.

Bien que la bastide de Saint-Aulaye ainsi que la majeure partie du territoire communal se trouvent en zone linguistique d'oïl, la partie orientale de la commune est en langue d'oc. De Tourtoulon et Bringuier placent en 1876 cette limite légèrement plus à l'ouest dans la commune en englobant le bourg en langue d'oc.
La commune se nomme Marcais en occitan.

## Histoire
Le site de Saint-Aulaye était occupé dès la préhistoire. C'est au Moyen Âge que la cité se développe autour de l'église romane du XIIe siècle.
La bastide de Saint-Aulaye est fondée en 1288. Un château est construit et la cité est fortifiée.
Jusqu'à la Révolution et la création des départements, Saint-Aulaye faisait partie de l'Élection d'Angoulême, en Angoumois.
En Alsace, en Moselle, en Lorraine, pour éviter le massacre des populations coincées entre les fortifications françaises de la Ligne Maginot et celles de la Ligne Siegfried allemande ainsi que dans les zones potentielles de combats, l’évacuation a été rigoureusement planifiée et appliquée, en particulier par le maire de Strasbourg Charles Frey.
Le 2 septembre 1939, 550 communes et 600 000 personnes sont évacuées  de l’est de la France.
En partant du bulletin municipal de l’époque. Le registre des naissances a permis d’établir une liste de 27 enfants alsaciens nés à Saint-Aulaye entre le 27 septembre 1939 et le 26 septembre 1940. Au début les femmes ont accouché à l’hôpital Chenard dirigé alors par le Dr Rousseau. Les enfants sont déclarés par la sœur supérieure Anne Sanfourche.
Du 11 au 22 août 1944, le maquis communiste de la Double fusille 21 personnes — Allemands, miliciens, commerçants collaborateurs, ... — à la ferme du Brégout, près de la Latière.
En 1949, lors de la commémoration de l'armistice du 11 novembre, un camion vient percuter la foule recueillie devant le monument aux morts, faisant six morts parmi lesquels trois conseillers municipaux et le secrétaire de mairie, et quinze blessés. En mémoire de cet événement, la place a été baptisée du nom d'une des victimes. En 2019, elle est rebaptisée « place de l'Accident-du-11-Novembre-1949 ».
Au 1er janvier 2016, Saint-Aulaye fusionne avec Puymangou pour former la commune nouvelle de Saint Aulaye-Puymangou dont la création a été entérinée par l'arrêté du 14 décembre 2015, modifié le 21 décembre 2015, entraînant la transformation de la commune de Puymangou en commune déléguée,.

## Politique et administration

### Rattachements administratifs et électoraux
Dès 1790, la commune de Saint-Aulaye est le chef-lieu du canton de Saint-Aulaye qui dépend du district de Ribérac jusqu'en 1795, date de suppression des districts. En 1801, le canton est rattaché à l'arrondissement de Ribérac jusqu'en 1926, date de la suppression de cet arrondissement. À cette dernière date, il est rattaché à l'arrondissement de Périgueux.
Dans le cadre de la réforme de 2014 définie par le décret du 21 février 2014, ce canton disparaît aux élections départementales de mars 2015. La commune est alors rattachée au canton de Montpon-Ménestérol dont le bureau centralisateur est fixé à Montpon-Ménestérol.

### Intercommunalité
En 1999, Saint-Aulaye intègre dès sa création la communauté de communes du Pays de Saint-Aulaye dont elle est le siège.

### Administration municipale
La population de la commune étant comprise entre 500 et 1 499 habitants au recensement de 2011, quinze conseillers municipaux ont été élus en 2014,. Ceux-ci sont membres d'office du  conseil municipal de la commune nouvelle de Saint-Aulaye-Puymangou, jusqu'au renouvellement des conseils municipaux français de 2020.

### Liste des maires

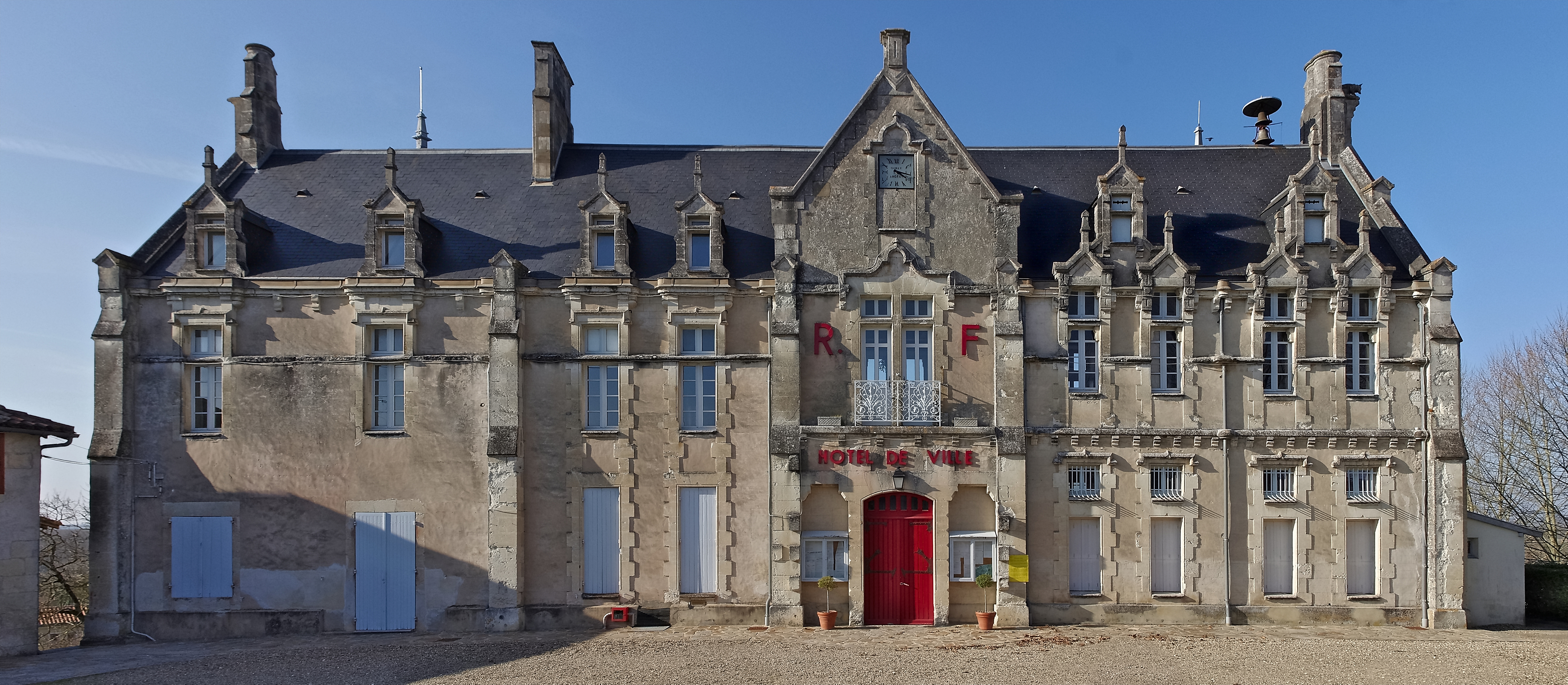
Façade de l'hôtel de ville.

| Période                                  | Période       | Identité              | Étiquette | Qualité                                                                                         |
| ---------------------------------------- | ------------- | --------------------- | --------- | ----------------------------------------------------------------------------------------------- |
| Les données manquantes sont à compléter. |               |                       |           |                                                                                                 |
| 1971                                     | 1989          | Rémy Robin            | PS        |                                                                                                 |
| 1989                                     | mars 2008     | Pierre-Claude Laviale | UDF       | Conseiller général du canton de Saint-Aulaye (1976-2001) Conseiller régional (1992-1998) Avocat |
| mars 2008                                | décembre 2015 | Yannick Lagrenaudie   | PS        | Directeur d'école                                                                               |

### Jumelages
San Esteban del Valle (Espagne) depuis 2013,.

## Population et société

### Démographie
Les habitants de Saint-Aulaye se nomment les Eulaliens,.

#### Évolution démographique
L'évolution du nombre d'habitants est connue à travers les recensements de la population effectués à Saint-Aulaye depuis 1793. À partir du XXIe siècle, les recensements des communes de moins de 10 000 habitants ont lieu tous les cinq ans (2008, 2013 pour Saint-Aulaye). Depuis 2006, les autres dates correspondent à des estimations légales. En 2015, dernière année en tant que commune indépendante, Saint-Aulaye comptait 1 368 habitants.
Au 1er janvier 2022, la commune déléguée de Saint-Aulaye compte 1 355 habitants.
| 1793  | 1800  | 1806  | 1821  | 1831  | 1836  | 1841  | 1846  | 1851  |
| ----- | ----- | ----- | ----- | ----- | ----- | ----- | ----- | ----- |
| 1 130 | 1 064 | 1 235 | 1 400 | 1 437 | 1 440 | 1 397 | 1 480 | 1 518 |

| 1856  | 1861  | 1866  | 1872  | 1876  | 1881  | 1886  | 1891  | 1896  |
| ----- | ----- | ----- | ----- | ----- | ----- | ----- | ----- | ----- |
| 1 519 | 1 524 | 1 532 | 1 451 | 1 481 | 1 518 | 1 510 | 1 464 | 1 531 |

| 1901  | 1906  | 1911  | 1921  | 1926  | 1931  | 1936  | 1946  | 1954  |
| ----- | ----- | ----- | ----- | ----- | ----- | ----- | ----- | ----- |
| 1 525 | 1 610 | 1 634 | 1 399 | 1 435 | 1 443 | 1 211 | 1 248 | 1 352 |

| 1962  | 1968  | 1975  | 1982  | 1990  | 1999  | 2008  | 2013  | 2015  |
| ----- | ----- | ----- | ----- | ----- | ----- | ----- | ----- | ----- |
| 1 356 | 1 379 | 1 398 | 1 524 | 1 531 | 1 399 | 1 354 | 1 362 | 1 368 |

### Manifestations culturelles et festivités
- Foire de la Latière, d'origine très ancienne, deux fois par an, le 30 avril et 1er mai (Saint Eutrope) qui accueille 15 000 visiteurs et la seconde en septembre.
- Festival des musiques épicées, le premier week-end d'août, chaque année depuis 1996 sur les terrasses du château (22e édition en 2017)[27].

- Salon international du pastel, du 1er au 4e week-end d'août inclus, depuis 2011, au Centre de loisirs, au Musée du pastel et Salle de l'Horloge.
- En juillet 2016, Saint-Aulaye organise pour la troisième fois, après 1956 et 1996, la Félibrée du Périgord, dont c'est la 97e édition[28].

## Économie
Les données économiques de Saint-Aulaye sont incluses dans celles de la commune nouvelle de Saint-Aulaye-Puymangou.

## Culture locale et patrimoine

### Lieux et monuments
- Remparts de la bastide du XIIIe siècle, la plus au nord du Périgord. Le 29 janvier 2014, après une période de pluies intenses, ces remparts, hauts de quinze mètres, se sont écroulés sur une trentaine de mètres de longueur[29].
- Église romane Sainte-Eulalie du XIIe siècle, inscrite aux monuments historiques depuis 1946[30],[31].
- Château de Saint-Aulaye, XIIIe et XIXe siècles, et vestiges de ses remparts.
- Motte de la Vallade. La motte est située un kilomètre à l'est de Saint-Aulaye, sur la rive gauche de la Dronne, à proximité d'une maison forte à cour fermée. En 1339 est cité Guillaume de La Vallade comme commissaire notaire. Elle fut le siège de seigneurs dès les XIe et XIIe siècles[32].

La motte, qui est située sur une colline de calcaire campanien dont le sommet a été aplani, mesure environ trente mètres de diamètre à la base et vingt-trois mètres à son sommet pour une hauteur d'environ cinq mètres entre le sommet et le fond des fossés. Du côté sud, elle est défendue par un fossé semi-circulaire large de quinze mètres et profond de cinq mètres et par un glacis, et au nord par la très importante dénivellation vers la rivière. À ses pieds sont signalées les bases d'un mur à angle droit qui pourrait correspondre aux fondations d'un ancien bâtiment carré ou d'un mur de soutènement de la motte. Dans le fossé s'ouvre un souterrain.
- Vieux pont sur la Rizonne[34].
- Musée du cognac.
- Puits et lavoir.
- Maisons de caractère.
- Champ de foire de la Latière.
- Musée du Pastel.

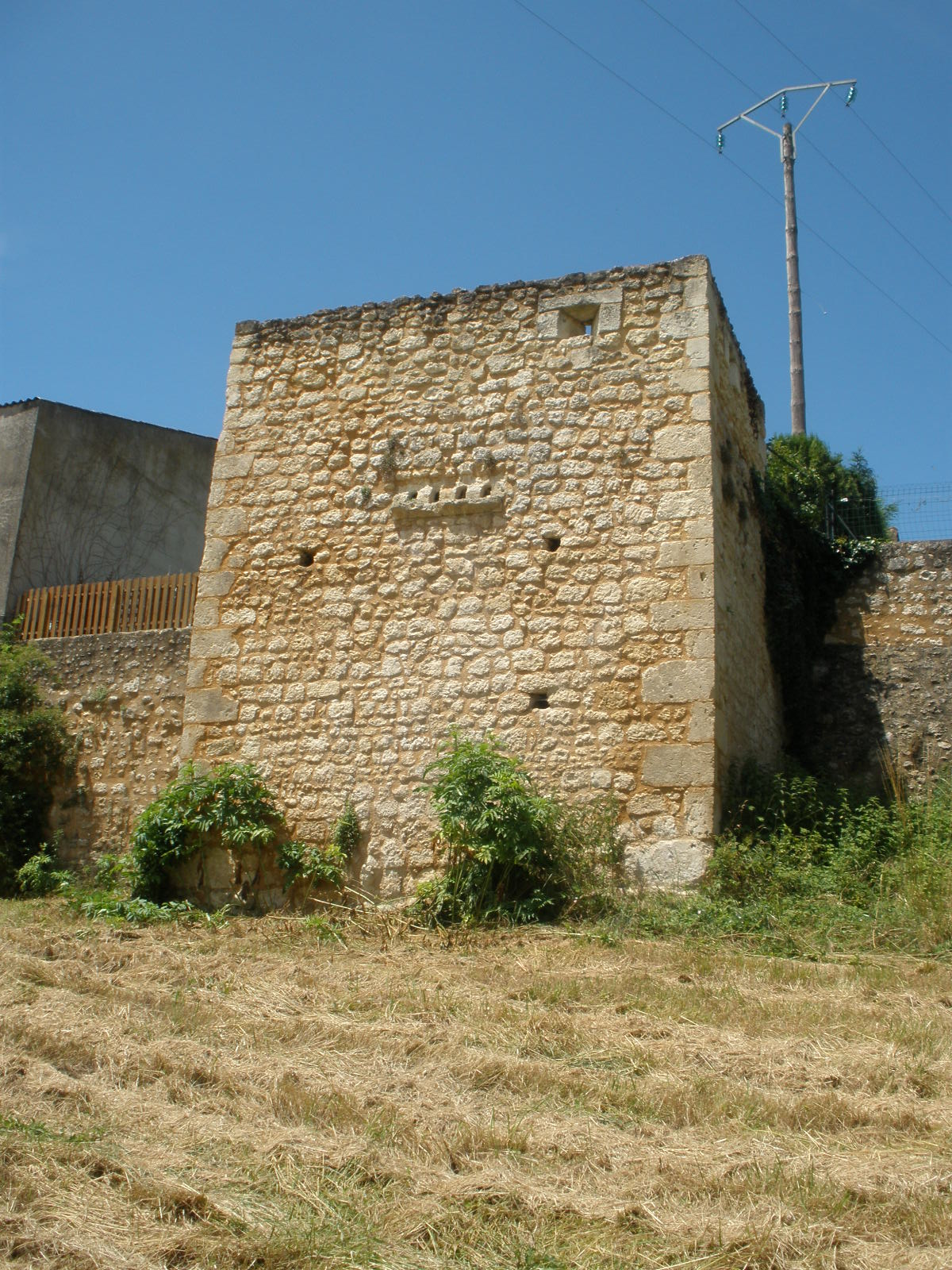
Tour sur les remparts.
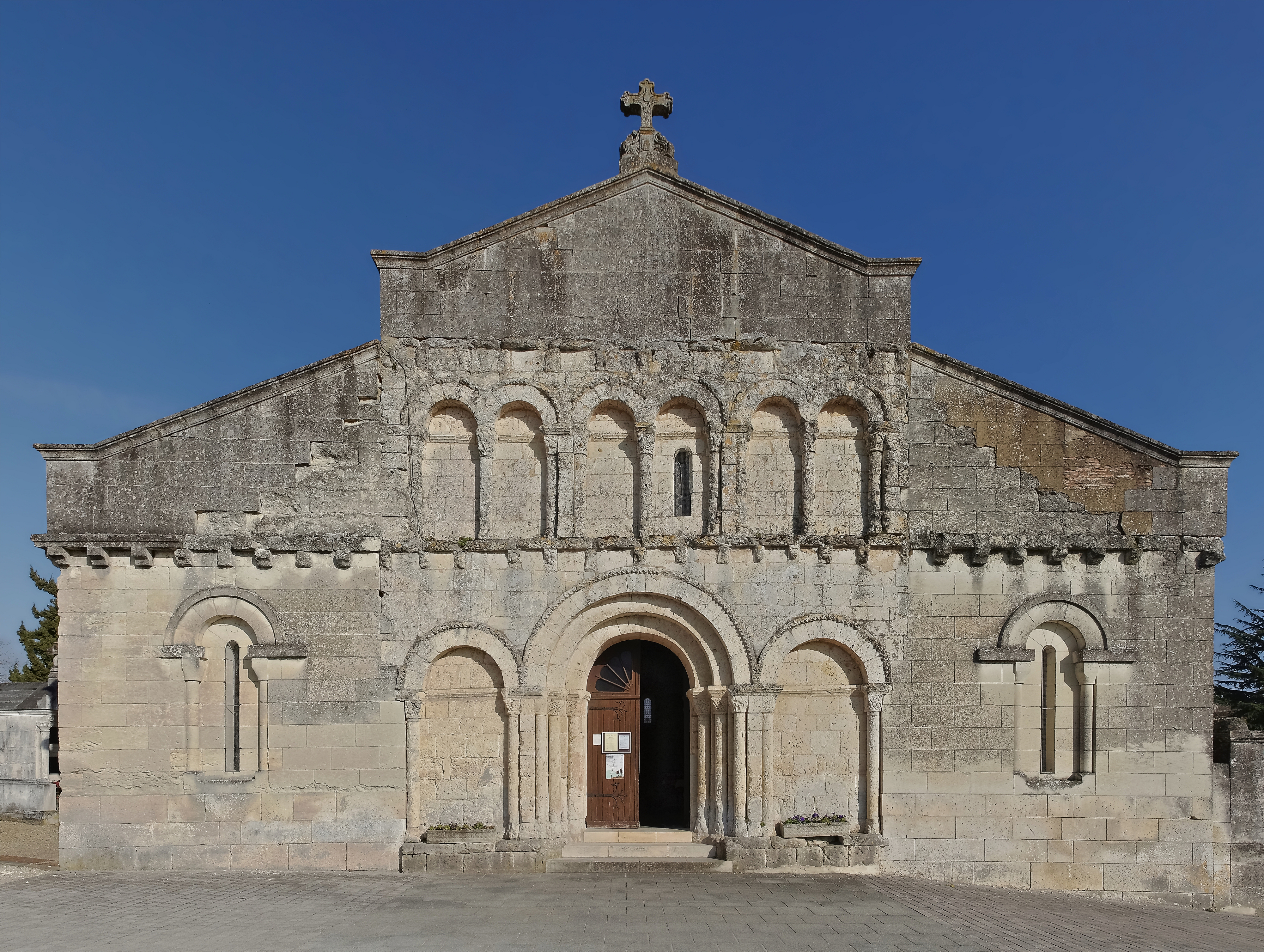
L'église Sainte-Eulalie : façade.
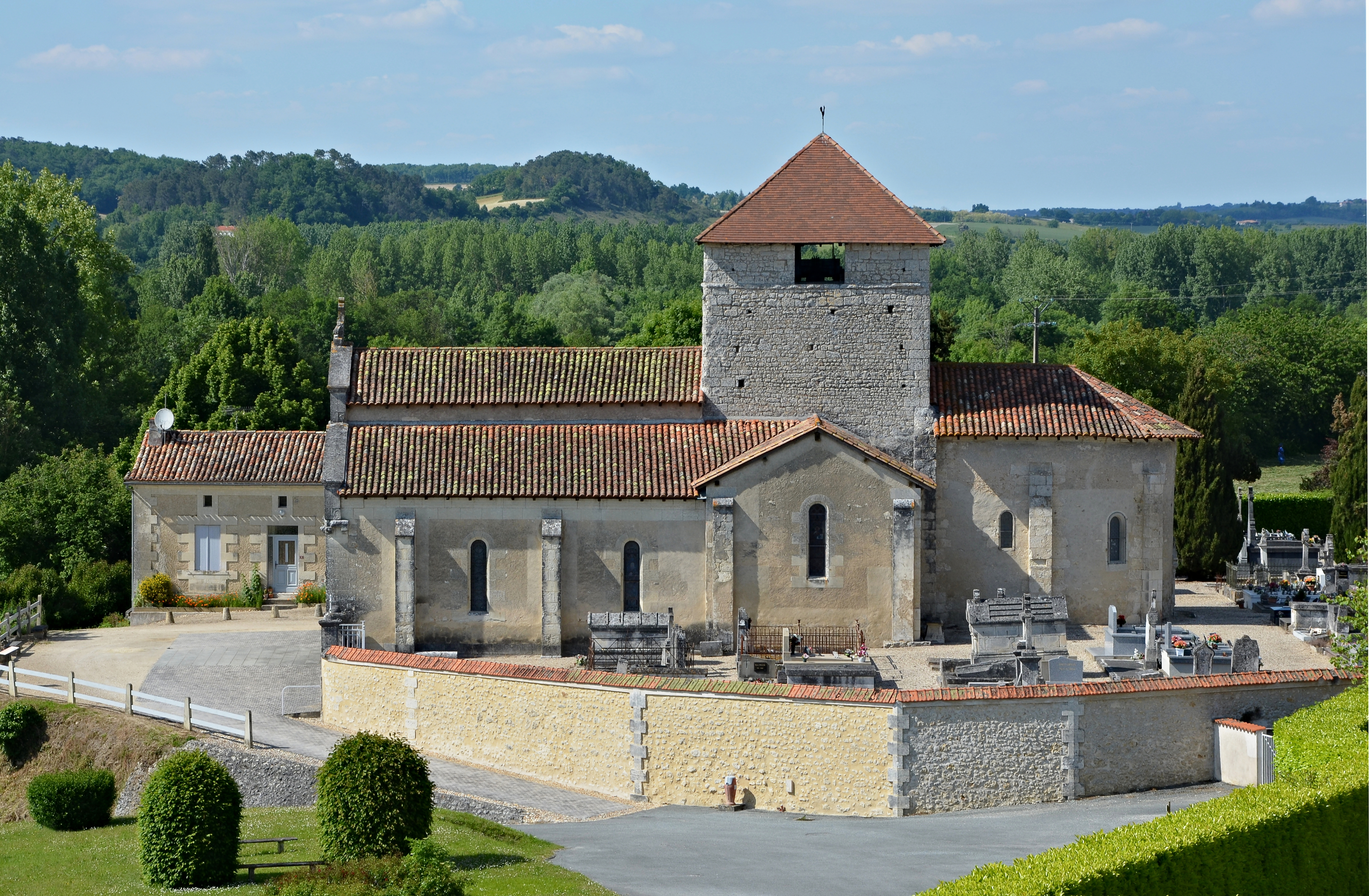
L'église et le cimetière.
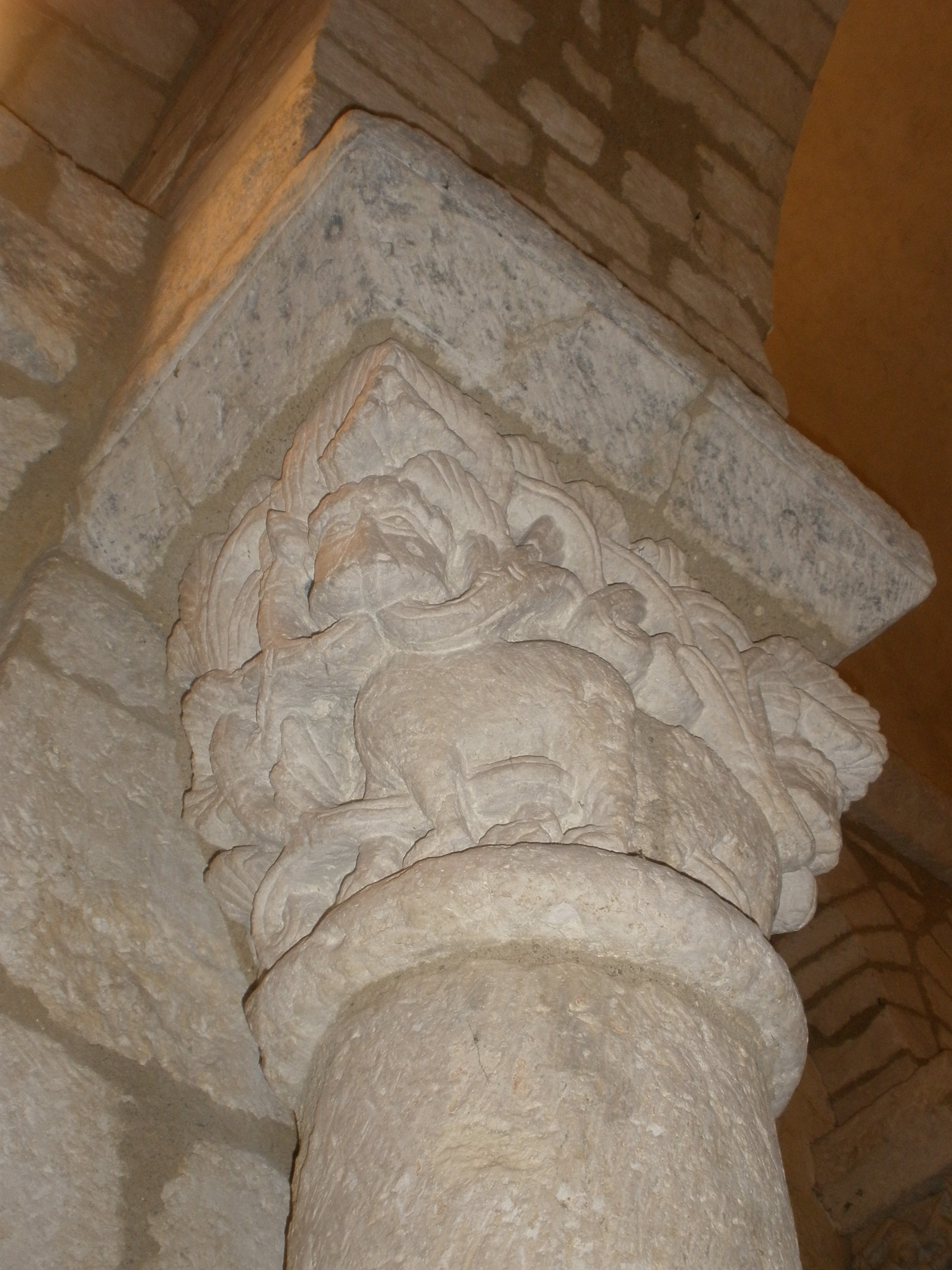
L'église Sainte-Eulalie : chapiteau roman.
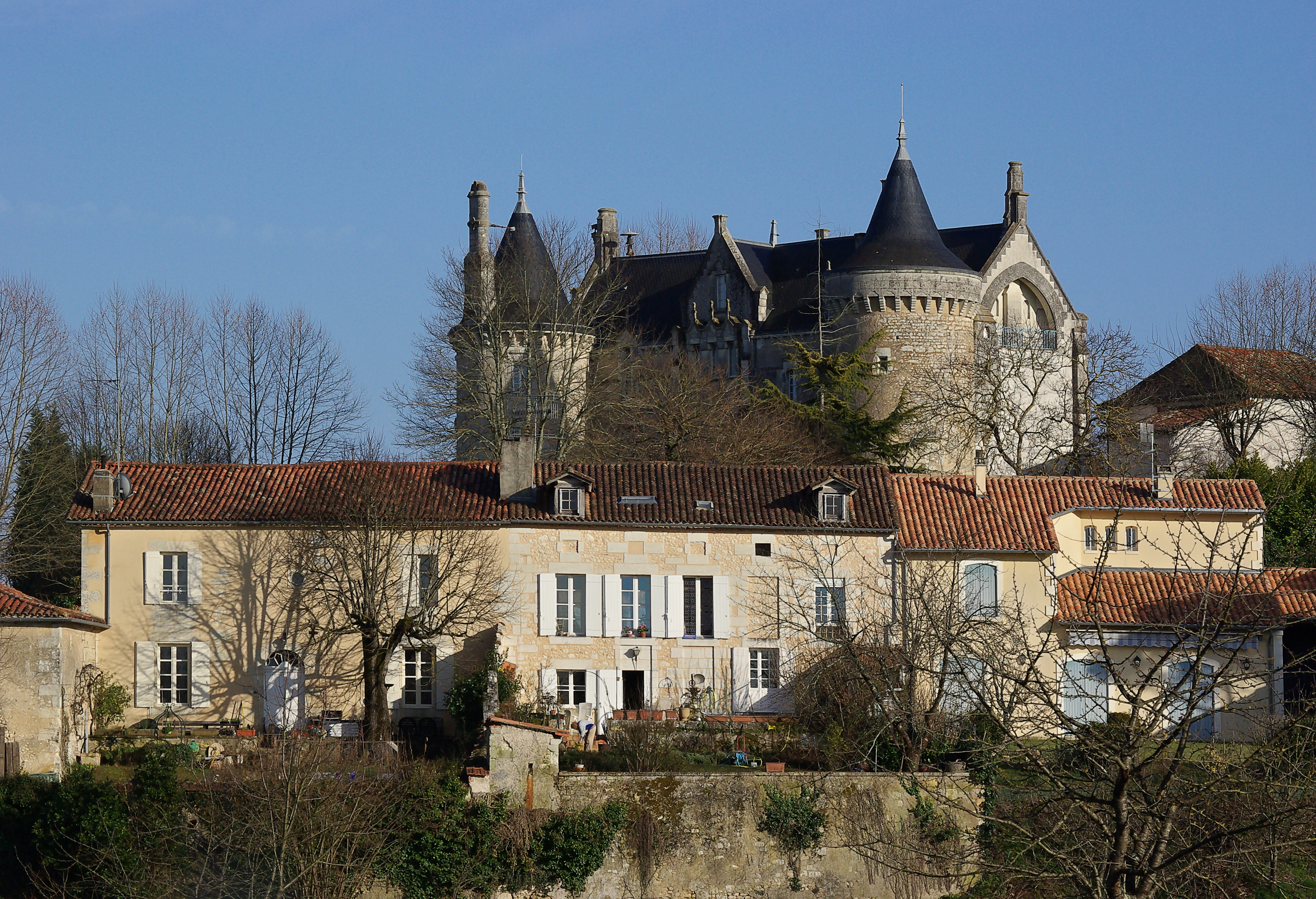
Château et maisons, vus de l'ouest.
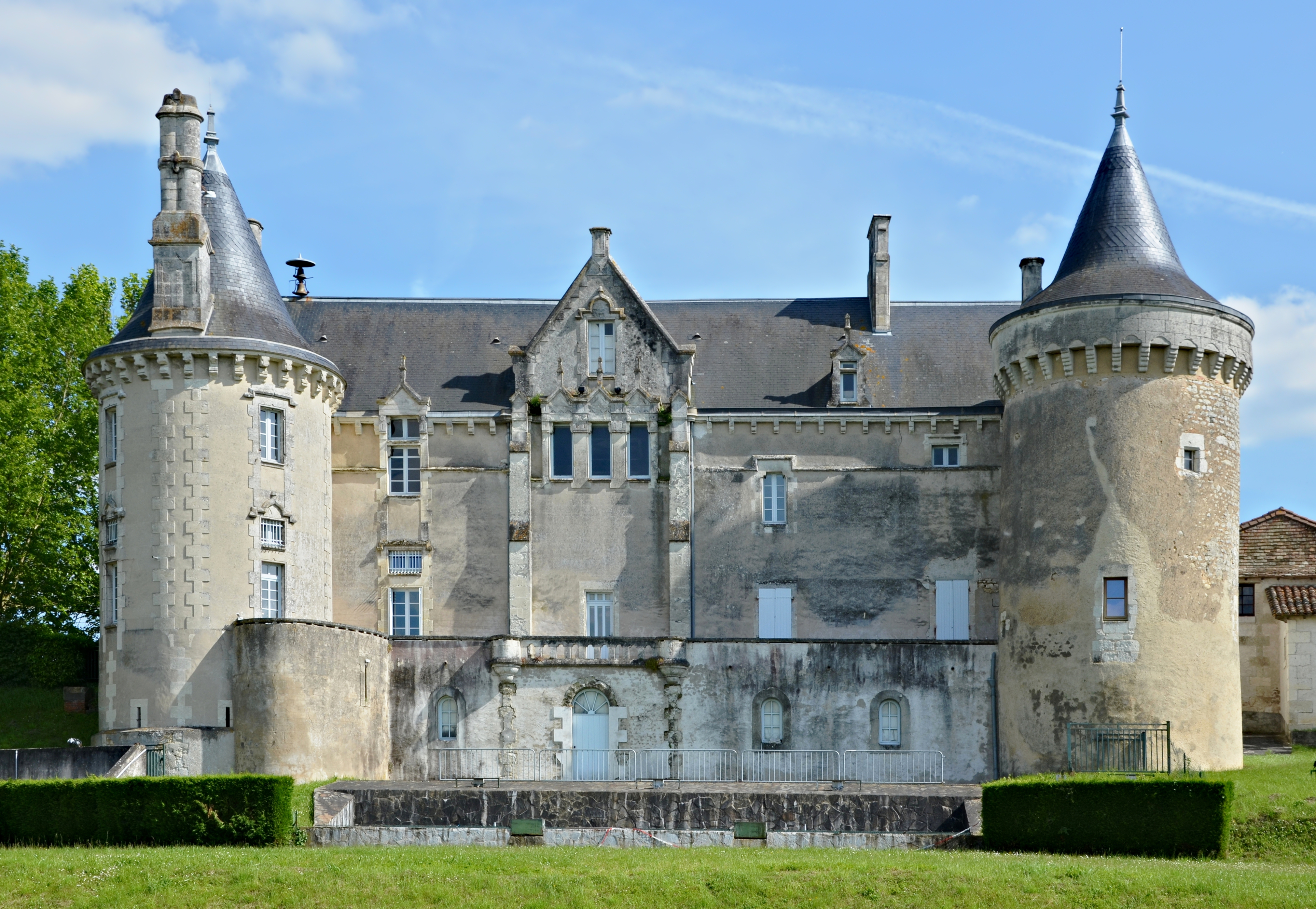
Le château : façade nord.
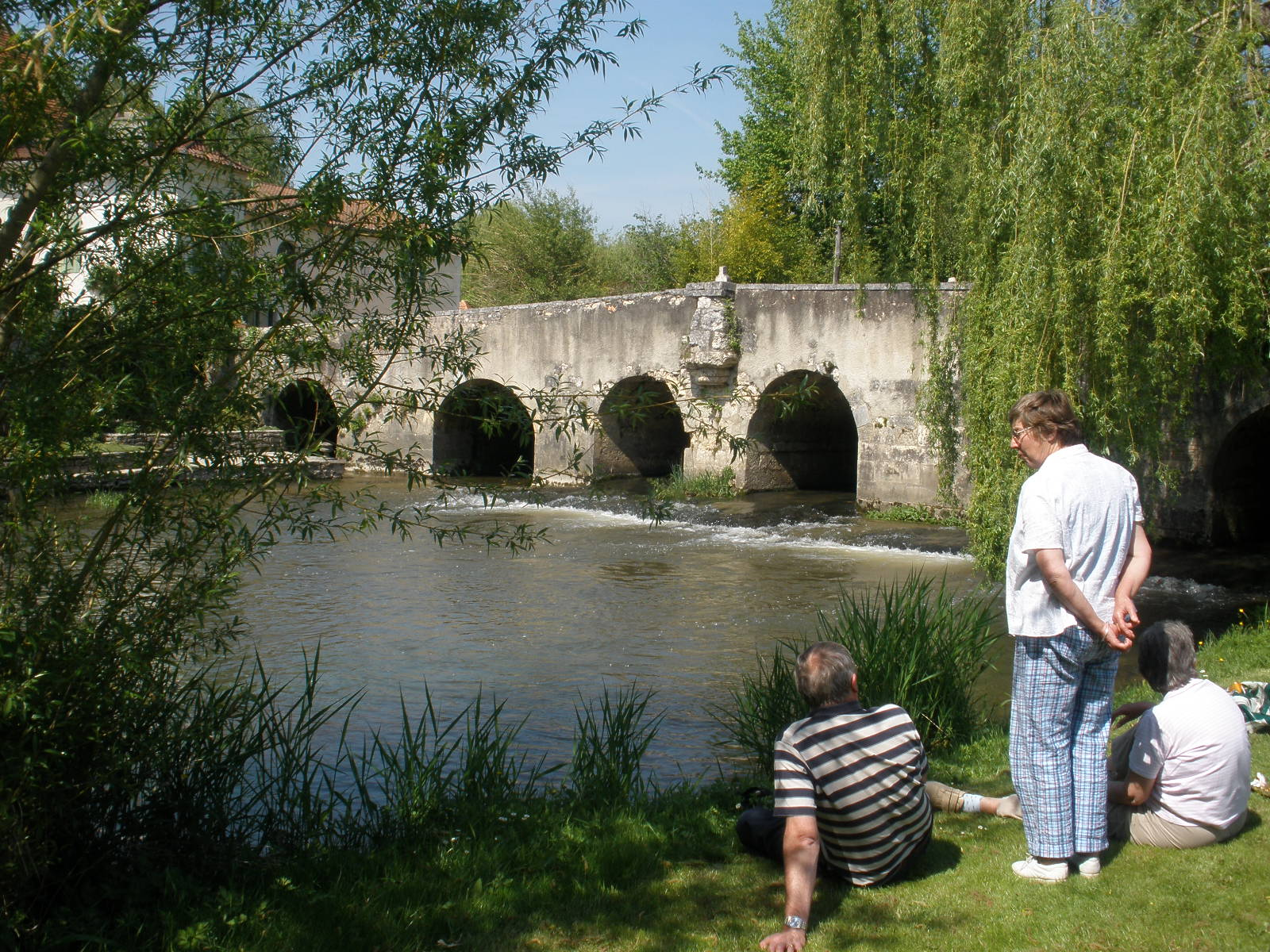
Vieux pont sur la Rizonne.

### Patrimoine naturel
Au nord, dans sa traversée de la commune, la vallée de la Dronne est classée comme zone naturelle d'intérêt écologique, faunistique et floristique (ZNIEFF) de type II,.
Dans le sud du territoire, la partie amont du Chalaure, ainsi que ses affluents, est doublement protégée, par la ZNIEFF de type II des « vallées et étangs de la Double »,, et par le réseau Natura 2000 pour les « vallées de la Double »,. Comme d'autres vallées en forêt de la Double, il s'agit d'un site important pour la conservation d'espèces animales européennes menacées : la loutre d'Europe (Lutra lutra), le vison d'Europe (Mustela lutreola), le chabot fluviatile (Cottus perifretum), la lamproie de Planer (Lampetra planeri), la cistude d'Europe (Emys orbicularis), l'écrevisse à pattes blanches (Austropotamobius pallipes), le cuivré des marais (Lycaena dispar), le damier de la succise (Euphydryas aurinia), le fadet des laîches (Coenonympha oedippus) et le gomphe de Graslin (Gomphus graslinii).
Au sud-est, la partie amont du Moudelou et de ses affluents fait également partie de la ZNIEFF des vallées et étangs de la Double.
Autour du bourg de Saint-Aulaye existent deux sites inscrits pour leur intérêt pittoresque :
- à l'ouest, le château et le domaine de Lavalade (ou la Vallade), sur trente hectares, depuis 1979[41] ;
- au nord, les bords de Dronne au niveau du moulin de Saint-Aulaye, sur neuf hectares, depuis 1961[42].

### Tourisme

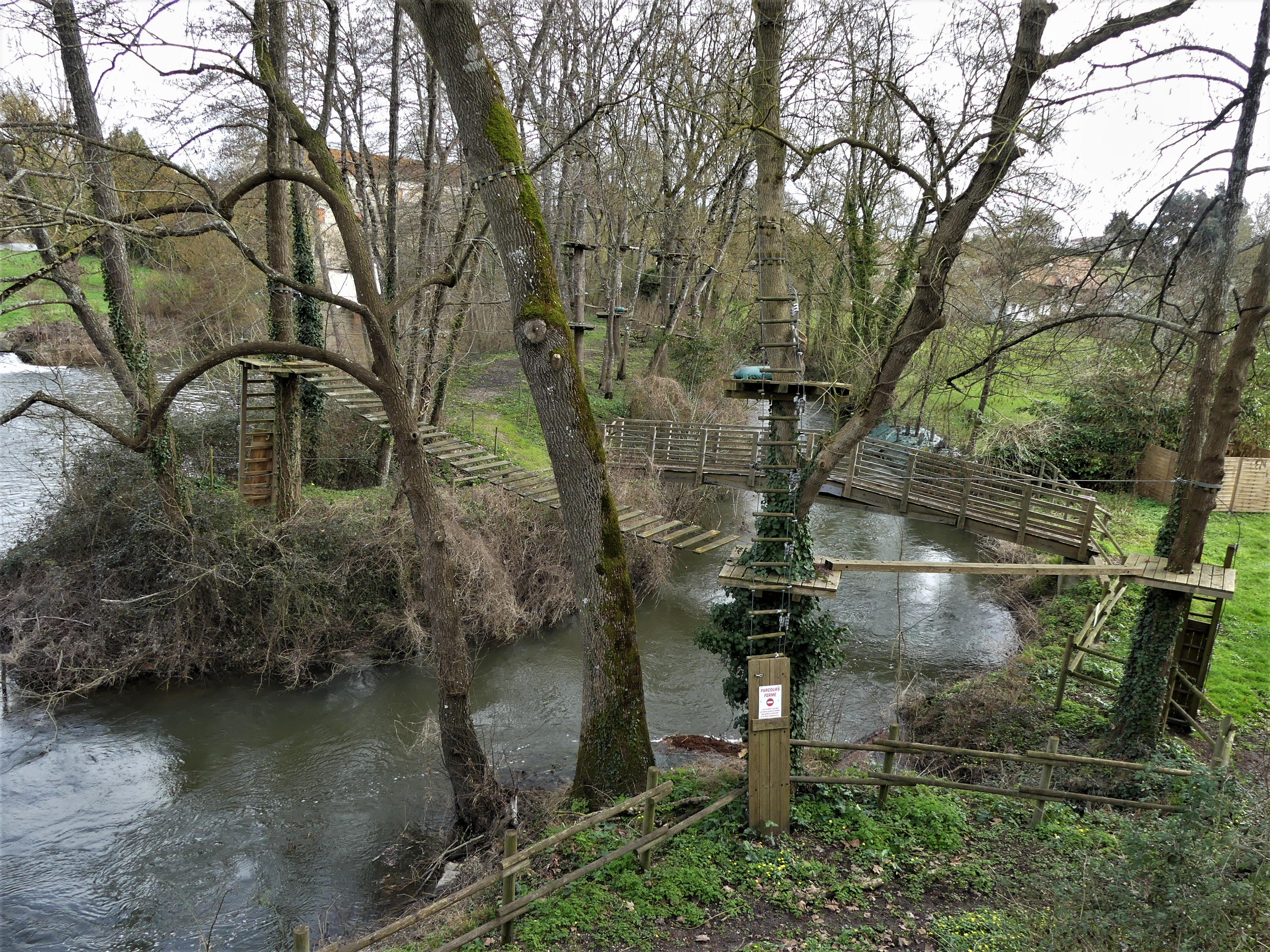
Parcours aventure en bord de Dronne.

Saint-Aulaye est classée Station verte de vacances. Principales infrastructures de loisirs :
- la plage de sable sur les bords de la Dronne l'été ;
- le camping de la plage ;
- des toboggans aquatiques ;
- un mini-golf ;
- des sentiers de randonnée dans la forêt de la Double ;
- un parcours aventure au bord de la Dronne.

### Gastronomie
- Périmètre de l'AOC Cognac.
- Foie gras.
- Vin de pays.

### Personnalités liées à la commune
- Jeanne Baret (1740-1807), exploratrice et botaniste française, enterrée au cimetière de l'église de Saint-Aulaye.
- François Viault (1849-1918) médecin physiologiste français.
- Geneviève Callerot (1916-), romancière.
- Jean-Charles (1922-2003), humoriste et écrivain français, célèbre dans les années 1960 pour son livre à succès La Foire aux cancres, est né à Saint-Aulaye.
- Jérôme Fernandez (1977-), capitaine de l'équipe de France de handball, a donné son nom au gymnase de Saint-Aulaye, le 16 juin 2012[43].

### Héraldique
| Blason | Blasonnement : Écartelé (qui est de Rohan-Chabot) : au 1 et 4 : de gueules à neuf macles d'or, posées 3, 3, 3 ; au 2 et 3 : d'or à trois chabots de gueules ; et à la bordure écartelée d'or et de gueules. |